# El último cuplé
El último cuplé es una película española musical de 1957 dirigida por Juan de Orduña.
Fue estrenada el 6 de mayo de 1957. Uno de los títulos más taquilleros y de mayor repercusión en la historia del cine español, supuso la consagración definitiva como estrella de Sara Montiel. El último cuplé fue un éxito internacional y dio pie a sucesivas películas pensadas expresamente para su actriz protagonista, que se convirtió en la figura mejor pagada del cine español.
Sara Montiel interpreta las canciones de la banda sonora, que incluyen temas muy recordados como "Fumando espero", "Valencia" y "El relicario", este último con música de José Padilla.

## Argumento
María Luján (Sara Montiel), es una gloria olvidada de la canción que actúa en un destartalado cabaret de Barcelona en la década de 1950. Al reencontrarse con Juan Contreras (Armando Calvo), su descubridor, y un grupo de amigos, rememora su pasado. Este comienza 40 años atrás, en el Madrid chulapo de la década de 1910, cuando actuaba de corista en un teatro y narra como llegaría a convertirse en la primera figura del cuplé del país.
Antes de ascender al estrellato vivía con su tía, quien desaprueba sus amoríos con el joven relojero, Cándido (José Moreno). Por él es capaz de renunciar a cantar en el teatro, pero su tía prefiere que desarrolle su carrera artística por lo que finge una enfermedad y necesidades económicas. Cándido, queriendo ayudar a María, comete un robo en la relojería donde trabaja para sacarla del apuro y ella, en contrapartida, pide ayuda a Juan que le deja el dinero y la anima a ser cantante. Tras decidir dedicarse al cuplé, rompe la relación con su novio.
Convertida en estrella, realiza giras por toda España (se mencionan Sevilla, Valencia, Zaragoza y Barcelona). Actúa en París el 11 de noviembre de 1919 donde es cortejada por un aristócrata exiliado ruso (Alfredo Mayo), quién se bate en duelo con Juan, tras agredir sexualmente a María al finalizar esta su improvisada actuación en el Moulin Rouge. Juan pierde el duelo pero sobrevive al disparo. María continúa su gira por América (se mencionan Buenos Aires, México y Nueva York). En Nueva York actúa en el Roxy Theatre donde, vestida de fallera, canta "Valencia". 
De regreso a Madrid, en la década de 1920, se enamora de un joven torero, Pepe Molina (Enrique Vera), 10 años más joven que ella. Le conoce en la feria, luego lo ve en la plaza de toros como espontáneo y le paga la multa. María está cantando "fumando espero" en su casa cuando Pepe va a agradecerle el pago de la multa y ella le promete ayudarle a triunfar. Pepe debuta en Sevilla y el 14 de junio de 1928 lo hace en Madrid, donde fallece en la plaza ante la mirada de María y su tía. Tras la muerte de su amado torero es cuando María Luján canta "El relicario", vestida de negro y rota de dolor.
Muy afectada por la muerte de Pepe, un médico le aconseja no volver a cantar por una afección cardíaca y se va a París, donde lleva una vida de excesos con alcohol y juego, y vende sus joyas hasta arruinarse. En 1939, al comenzar la Segunda Guerra Mundial, decide volver a España y se instala en Barcelona. Allí actúa en el teatro "El Molino", donde años después se reencuentra con sus amigos.
Al reunirse y hablar con ellos, la animan a volver por la puerta grande, y tras una promoción en prensa, en la que es portada del ABC, vuelve a actuar en Madrid. En un teatro repleto de público canta su famoso tema "Nena". Después de actuar, María, emocionada y gravemente enferma, muere en brazos de Juan, vestida elegantemente de negro y tumbada en la chaise longue. Juan anuncia al público que María ha cantado su último cuplé.

## Curiosidades
El último cuplé, fue ofrecida a Carmen Sevilla que no la pudo interpretar por estar rodando "La Venganza" de Juan Antonio Bardem. La negativa de Carmen Sevilla supuso el retiro de parte de la financiación y su artífice Juan de Orduña le pidió el favor a Sara Montiel que se encontraba de vacaciones en España antes de volver a Hollywood a rodar Yuma. Ella aceptó al interesarle el guion y no le importaron las grandes dificultades económicas del proyecto. Incluso ella cobró su salario en partes. Sin embargo  fue la reaparición de Sara Montiel en el cine español por la puerta grande, tras una prolongada etapa en México y Estados Unidos que culminó con tres películas en Hollywood: Veracruz, Serenade (Dos pasiones y un amor) y Yuma. Sara rodó El último cuplé en Barcelona, y sin esperar al estreno regresó a Estados Unidos para rodar Yuma, por lo que el éxito del filme español la sorprendió en América.
El título de esta película procede de un cuplé de las navidades de 1914 de La Fornarina con el mismo título de la película. «El último cuplé» fue el último cuplé de La Fornarina pues murió meses después en julio de 1915.
El último cuplé fue también importante para la actriz manchega porque la introdujo en el cine musical y dio a conocer su peculiar voz; Sara no fue doblada por una cantante profesional. Lo habitual en las canciones de películas era doblar a las estrellas con voces de coristas anónimas, y así se hizo con Audrey Hepburn en My Fair Lady y con Natalie Wood en West Side Story. Pero El último cuplé era una producción modesta que no podía pagar al contado a una cantante profesional (se rumoreaba que Concha Piquer se negó) y finalmente fue Sara quien cantó los temas. El éxito de Sara como cantante disparó la recaudación no solo en taquilla, sino en la venta de discos, y dio pie a sucesivas películas con números musicales, pensadas expresamente para ella y que en cierta manera la encasillaron para el resto de su carrera en el cine.
Como era habitual en el cine musical, Sara rodó las escenas cantadas en play-back, con los temas grabados previamente. Durante los ensayos, Sara no llegaba a las notas y pidió al pianista que bajase de escala; como lo hizo varias veces, el director de la orquesta dijo: «Si seguimos bajando, nos sentamos debajo del piano». De la necesidad se hizo virtud, y la voz de Sara impuso un nuevo estilo.
La peculiar voz de Sara, con una tesitura inusualmente grave, rompió con la tradición de voces atipladas (tipo soprano) que se estilaban desde la época de Raquel Meller. Esta criticó a Sara diciendo: «Además de imitarme y cantar mis canciones, tiene voz de sereno».
Antes del estreno de la película Sara Montiel firmó un contrato con la discográfica Columbia para publicar un álbum con sus canciones, pero al desconfiar de su repercusión se acordó como pago un porcentaje (royalties) de lo que se recaudase. Finalmente el álbum sería un éxito colosal y Sara terminó ganando una fortuna.
El último cuplé se rodó en condiciones muy precarias por la falta de dinero. El proyecto tardó años en reunir financiación, y tuvo que suplir con ingenio la escasez del presupuesto: había decorados construidos con cartón, y algunos atuendos de la protagonista estaban confeccionados en papel. Sara Montiel, habituada a los generosos medios de los rodajes en México y Hollywood, se alarmó ante tales limitaciones si bien siguió adelante con un sueldo de 100 000 pesetas, y su marido, el director Anthony Mann, consideró que el filme estaba condenado al fracaso.

## Taquilla
La película fue censurada durante un tiempo, ya que el gran duque Wladimir de Rusia encontró algunas injurias en la película, con relativo parecido del personaje que interpreta Alfredo Mayo. La querella fue aceptada por el juzgado número 1 de Palma de Mallorca.
Orduña propuso la distribución a Suevia Films a cambio del dinero necesario para finalizar el rodaje, la distribuidora no aceptó y el madrileño se lo ofreció a Cifesa, entonces en graves problemas económicos. La histórica distribuidora de películas como Morena Clara consiguió salir de la situación de crisis en la que se encontraba a cambio de 3 millones de pesetas.
La película finalmente dejó de estar censurada por aclamación popular. Hasta ese momento llevaba 38 semanas en cartel con una recaudación de 50 millones de pesetas, cifra colosal en la época, convirtiéndose en todo un récord. Además batió algunos más: mayor recaudación en un fin de semana (479 737), mayor recaudación en un día festivo (100 000) y mayor recaudación en un día laborable (58 000). Sólo en Madrid había recaudado 15 millones de pesetas. 
Fue la película española más taquillera en su país natal hasta el estreno de No desearás al vecino del quinto en 1970.

## Premios
13.ª edición de las Medallas del Círculo de Escritores Cinematográficos
| Categoría                 | Nominación            | Resultado |
| ------------------------- | --------------------- | --------- |
| Mejor actriz principal    | Sara Montiel          | Ganadora  |
| Mejor fotografía en color | José Fernández Aguayo | Ganador   |

2.ª edición de los Premios San Jorge
| Categoría             | Nominación   | Resultado |
| --------------------- | ------------ | --------- |
| Mejor actriz española | Sara Montiel | Ganadora  |